# Закон Тафта — Гартлі
Закон Тафта — Гартлі (англ. the Labor Management Relations Act of 1947) — закон 1947 року про регулювання трудових відносин, є федеральним законом Сполучених Штатів, спрямованим проти впливу «лівих» на суспільство, який обмежує діяльність та вплив профспілок. Названий за іменем сенатора Р. А. Тафта і члена палати представників Ф. Гартлі (F. Hartley).
Основним автором закону Тафта — Гартлі був Дж. Мак Свігерт, юридична фірма Цинциннаті Taft, Stettinius & Холлістер.

## Передісторія прийняття
Закон Вагнера (прийнятий у 1935 р. в кризовій ситуації, що переслідував не в останню чергу політичні цілі Ф. Рузвельта перед черговими виборами) створив дисбаланс політичних сил, обмежуючи свободу дій, «нечесну трудову практику» тільки підприємців, що не могло не викликати бурхливого протесту з їхнього боку.
Боротьба навколо Закону 1935 р. розпочалася відразу ж після його прийняття. В неї включилася антирузвельтівська організація «Американська ліга свободи», такі великі організації американського бізнесу, як «Національна асоціація промисловців», «Торговельна палата» та інші.
До 1937 р. боротьба велася за визнання закону неконституційним, потім за перегляд його конгресом, у якому за наступні 10 років було розглянуто 200 відповідних законопроєктів. У 1947 р. такий перегляд відбувся, був прийнятий досі діючий Закон Тафта — Гартлі.

### Призначення
Закон Тафта — Гартлі був покликаний створити механізм припинення незаконних страйків, а також запобігання політизації профспілок. Досягнення цих цілей правлячі кола вбачали в проведенні політики подальшої інтеграції профспілок в регулюючі соціальні відносини, державний механізм, а також у наділенні президента значними правами для запобігання конфліктам у промисловості, особливо тих, які загрожували громадській безпеці.
Закон спиняв низку напрямків «нечесної трудової практики» профспілок: забороняв деякі види страйків, зокрема вторинні бойкоти (тобто бойкоти тих підприємців, які не були безпосередніми наймачами страйкуючих робітників), страйки солідарності, пікетування підприємств з тим, щоб домогтися від підприємця укладення договору з профспілкою, який не пройшов встановленої законом процедури його офіційного визнання, страйки державних службовців, страйки, створюють загрозу національній безпеці, та інші.

## Нововведення
Страйки дозволялися за дотримання таких умов:
- введенням двомісячного «охолоджувального періоду»;
- обов'язковим повідомленням підприємця про намір провести страйк;
- голосуванням робочих перед оголошенням страйку.

На основі спеціального положення закону про захист прав робітників від профспілок була значно посилена правова регламентація діяльності профспілок, зокрема закон докладно регулював порядок укладання колективних договорів, розглядав, яким умовам повинна відповідати профспілка, що добивається права участі в колективно-договірних відносинах, вимагав від керівників профспілок підписки про непричетність до діяльності Комуністичної партії, подання щорічних звітів Міністерству праці про свої фінансові справи тощо. Профспілкам було відмовлено в праві робити внески у виборчі фонди осіб, які домагаються обрання на федеральні посади.
Новостворений орган, Федеральна служба посередництва і примирення, повинен був вирішувати спори між підприємцями і робітниками шляхом колективних переговорів їх представників. Але головна роль у справі втілення в життя положень закону відводилася Національному управлінню з трудових відносин (НУТВ) і судам, яким належало право винесення заборонних наказів щодо незаконних страйків, розгляду цивільних позовів та кримінальних справ, що стосуються неправдивих свідчень про неналежність до Комуністичної партії, політичної діяльності профспілок та інші.
Закон створював також постійно діючий президентський механізм для припинення «недозволеної профспілкової активності». Президент міг заборонити страйк на 80 днів, якщо, з його точки зору, він «загрожував національним інтересам», міг звернутися до суду для винесення судового наказу про заборону страйку, призначити арбітражну комісію для розгляду трудового конфлікту.
Антипрофспілкова обмежувальна спрямованість Закону Тафта — Гартлі була посилена Законом Лендрама-Гріффіна 1959 р., що поставив профспілки під ще більший контроль державних органів, які отримали право регулювати проведення виборів до профспілкових органів, визначати розміри членських внесків, вимагати подання в Міністерство праці звітів, копій статутів, постанов профспілок та інші.

## Значення
Положення Закону Тафта — Гартлі неодноразово підкріплювалися згодом рішеннями Верховного суду США. Наприклад, в 1984, 1985 рр.. Верховний суд заборонив чинити тиск на робітників з тією метою, щоб вони вступали до профспілки (однак дозволив вести серед них «роз'яснювальну роботу»), підтримав практику заборони «закритого цеху», надав компаніям, «що зазнають фінансові труднощі», право розривати трудові відносини з організованими в профспілку робітниками тощо.
Закон Тафта — Гартлі, при всій своїй антипрофспілковій спрямованості, привів до суворішого впорядкування відносин між працею і капіталом, зробив значний внесок у досягнення згоди між ними й тим самим сприяв зміцненню політичної стабільності, в чому інтереси американських підприємців та американських профспілок ніколи не розходилися.